# Джина Джерсон
Джи́на Дже́рсон (англ. Gina Gerson, также До́рис А́йви, Doris Ivy; настоящее имя — Валенти́на Алексе́евна Лашке́ева; род. 17 мая 1991 года в Прокопьевске, Кемеровская область, РСФСР, СССР) — российская порноактриса и модель ню.

## Карьера

### Ранние годы
Валентина Лашкеева родилась 17 мая 1991 года в Прокопьевске, Кемеровская область. Имя Валентина получила в честь своей бабушки, которая родилась в семье фермеров, её семья потеряла всё своё имущество во время коллективизации. В 1974 году родилась мама Валентины, Галина. Своего деда по материнской линии Валентина никогда не знала, потому что её бабушка развелась вскоре после рождения дочери. Галина родила Валентину в шестнадцать лет, своего отца Валентина тоже никогда не знала, и даже не видела его фотографий, по словам матери его звали Евгений. Валентина жила вместе с матерью, бабушкой и отчимом. Мечтала стать учителем иностранных языков или переводчиком.
Получила начальное и среднее образование в своём родном городе, и в 2009 году переезжает в Томск для обучения в университете по специальности «Переводчик». Изучала английский и французский языки. Во время учёбы она работала продавщицей, уборщицей, репетитором, а также на других занятостях. Потеряла девственность в 19 лет на первом курсе.

### Карьера
Начала сниматься в качестве вэбкам-модели в 2010 году. Во время одной из трансляций ей предложили сняться в порно, а в ноябре 2011 года приняла участие в кастинге Пьера Вудмана в Санкт-Петербурге. В 2012 году была отчислена из университета «за поведение, порочащее статус студента». Чтобы продолжить карьеру модели и порноактрисы, возвращается в Санкт-Петербург. В 2012 году переезжает в Венгрию, где была замечена модельным агентством Sandy’s Models, после чего начинает сниматься для европейских порностудий. В 2015 году покидает агентство Sandy’s Models.
Снимается для таких студий как 21Sextury, Babes, DDF Network, Evil Angel, LegalPorno, Nubile Films, Pervision, Private, Reality Kings, Video Marc Dorcel и других. Чаще всего снимается в фильмах с «жёсткими» сценами секса (анальный секс, двойное проникновение, двойное анальное проникновение, групповой секс), но также снимается в «лёгких», межрасовых и лесбийских сценах.
В конце 2014 года была впервые номинирована на премию AVN Awards в двух категориях — «Лучшая иностранная исполнительница года» и «Лучшая сцена секса в фильме иностранного производства» (за фильм Ballerina by Day Escort by Night). Через три года, в середине ноября, была снова номинирована премией AVN Awards в категории «Лучшая иностранная исполнительница года». Также была впервые номинирована на премию XBIZ Award в аналогичной категории. В ноябре 2018 года в третий раз была номинирована AVN в категории «Лучшая иностранная исполнительница года».
В январе 2018 года сайтом Sugarcookie.com была названа как Miss Sugarcookie.
По данным с сайта IAFD на конец февраля 2018 года, снялась в более чем 200 порнофильмах.
В октябре 2019 года подписала контракт с Histria Books на издание автобиографической книги под названием Gina Gerson: Success Through Inner Power and Sexuality.

## Личная жизнь
Отрицательно относится к курению, алкоголю и наркотикам. Вегетарианка и любительница природы и животных. Помимо родного русского, владеет английским и французским языками.
Проживает в столице Венгрии Будапеште.

## Награды и номинации
| Год  | Награда           | Результат | Категория | Фильм                                           |
| ---- | ----------------- | --------- | --- | ----------------------------------------------- |
| 2015 | AVN Award         | Номинация | Иностранная исполнительница года                                                                                              | н/д                                             |
| 2015 | AVN Award         | Номинация | Лучшая сцена секса в фильме иностранного производства (вместе с Майком Анджело и Ренато)                                      | Ballerina by Day Escort by Night                |
| 2016 | AVN Award         | Номинация | Лучшая сцена секса в фильме иностранного производства (вместе с Рико Симмонсом)                                               | Do Not Disturb                                  |
| 2017 | AVN Award         | Номинация | Лучшая сцена секса в фильме иностранного производства (вместе с Джеймсом Броссманом, Кэнди Лишес, Лией Герлин и Лолой Тейлор) | Lea Guerlin First Night in the Girls’ Dormitory |
| 2018 | AVN Award         | Номинация | Иностранная исполнительница года                                                                                              | н/д                                             |
| 2018 | Pornhub Award     | Номинация | Более реальная, чем сама реальность — лучший исполнитель в виртуальной реальности                                             | н/д                                             |
| 2018 | Spank Bank Award  | Номинация | Безупречный ангел года | н/д                                             |
| 2018 | Spank Bank Award  | Номинация | Бионическая дырка в заднице                                                                                                   | н/д                                             |
| 2018 | Spank Bank Award  | Номинация | Докторская степень в области дилдологии                                                                                       | н/д                                             |
| 2018 | XBIZ Award        | Номинация | Иностранная исполнительница года                                                                                              | н/д                                             |
| 2018 | XBIZ Europa Award | Номинация | Лучшая сцена секса — гламкор (вместе с Каем Тейлором и Лутро)                                                                 | Glamkore: Gina Gerson                           |
| 2018 | XCritic Award     | Номинация | Лучшая иностранная исполнительница                                                                                            | н/д                                             |
| 2019 | AVN Award         | Номинация | Иностранная исполнительница года                                                                                              | н/д                                             |
| 2019 | AVN Award         | Номинация | Лучшая лесбийская сцена в иностранном фильме (вместе с Алексис Кристал и Кристи Блэк)                                         | Lil’ Gaping Lesbians 8                          |
| 2019 | Spank Bank Award  | Номинация | Королева года BBC | н/д                                             |
| 2019 | Spank Bank Award  | Номинация | Европейская волшебница года                                                                                                   | н/д                                             |
| 2019 | Spank Bank Award  | Номинация | Богиня золотого дождя года | н/д                                             |
| 2019 | Spank Bank Award  | Номинация | Несокрушимая задница | н/д                                             |
| 2019 | Spank Bank Award  | Номинация | Самый очаровательный сексуальный девиант                                                                                      | н/д                                             |
| 2019 | Spank Bank Award  | Номинация | Самый восторженный трах кролика                                                                                               | н/д                                             |
| 2019 | Spank Bank Award  | Номинация | Два хот-дога в коридоре (Вундеркинд двойного анала)                                                                           | н/д                                             |
| 2020 | Spank Bank Award  | Номинация | Принцесса скалистой реки | н/д                                             |
| 2020 | Spank Bank Award  | Номинация | Знаток года в категории "Наездница наоборот"                                                                                  | н/д                                             |
| 2020 | XBIZ Europa Award | Номинация | Лучшая сцена секса — гламкор (вместе с Бренденом Шарпом)                                                                      | Tease!                                          |
| 2022 | Pornhub Award     | Номинация | Лучшая исполнительница двойного проникновения                                                                                 | н/д                                             |
| 2023 | XBIZ Europa Award | Номинация | Лучшая сцена секса — лесбийский фильм (вместе с Амарной Миллер и Розалиной Розой)                                             | Three Volume 2                                  |
| 2025 | XMA Europa Award  | Номинация | Создательница года | н/д                                             |

## Избранная фильмография
- 2013 — Perry’s DPs 5
- 2014 — Long Dick of the Law
- 2014 — Virgin’s First Time
- 2015 — 5 Incredible Orgies 2
- 2015 — Anal Attraction 5
- 2015 — Rocco One On One 2
- 2016 — Elegant Anal
- 2016 — Private Lessons
- 2017 — Blind Date
- 2017 — My Maid And Me